# Prieuré du Sauvement
Le prieuré du Sauvement (ou prieuré de Sauvement) est une fondation religieuse féminine jurassienne du XIIIe siècle rattachée à l'ordre de Fontevraud. Le prieuré a été institué par Jean Ier de Chalon pour sa fille Mahaut non loin du château familial d'Arlay :  aujourd'hui disparu il se situait sur le territoire actuel de la commune de Mantry, dans le Jura.

## Légende
Selon la légende, Mahaut de Chalon, fille de Jean de Chalon l'Antique et d'Isabelle de Courtenay, s'était égarée à la chasse sur les terres du château d'Arlay ; elle arriva à une source maudite à proximité d'un ancien monastère tombé en ruines. Ce lieu maudit qu'avait souillé la luxure des moines était le repère d'animaux monstrueux et fantastiques qui l'entourèrent : « Elle fit vœu d’ériger un monastère dans ce lieu même et de consacrer sa vie à Dieu si elle était sauvée. S’armant du signe de la croix, elle vit s’enfuir la horde démoniaque, son cheval se calma, sortit du marécage et elle retrouva son chemin. ». En souvenir de son origine, l'abbaye fut appelée du Sauvement.
Les données historiques invalident cependant ce récit puisque Jean de Chalon a eu comme seconde épouse Isabelle de Courtenay-Champigneulles de 1242 à 1258 et avec elle plusieurs enfants dont Mahaut de Chalon, citée comme la dernière dans l'Histoire de la Maison Royale de France, et des grands officiers de la Couronne, et selon la base Palissy, Mahaut serait née en 1244 et morte à une date inconnue . La fondation du prieuré datant des toutes premières années de Mahaut, le récit des origines est bien une légende : son « sauvement » a fourni a posteriori une explication à une dénomination qui a sans doute une autre origine, peut-être en lien avec le salut éternel, comme « le salvement de l'ame » mentionné par Chrétien de Troyes dans Lancelot (XIIe siècle).

## Fondation
C'est vers le milieu du XIIIe siècle qu'est fondé par le Jean Ier de Chalon, en sa terre de Mantry, non loin du château d'Arlay, un prieuré confié à sa fille Mahaut de Chalon qui en fut la première prieure comme le mentionne son épitaphe en français, ce qui est une exception à cette époque (deuxième moitié du XIIIe siècle) : « CI GIET MAHAZ VIRGE POR CUY CESTE MAYSONS FU FUNDEE QUI FU FILLE AU NOBLE BARON IEHAN CONTE DE BERGOGNE ET SEGNOUR DE SALINS LAQUEL IL OT DE SA BELLE DAME YSABEL SA FEMME QUI FU FILLE MONSEIGNOUR ROBERT DE CORTENAI CUSIN GERMEIN LE REY PHILIPPE DE FRANCE » (= Ci-gît Mahaut, Vierge pour qui cette maison fut fondée, qui fut fille du noble baron Jean, comte de Bourgogne et seigneur de Salins, laquelle il eut de sa belle dame Isabelle qui fut fille de Monseigneur Robert de Courtenay, cousin germain du roi Philippe de France).
La date de la fondation effective reste approximative : René Locatelli spécialiste de la question monastique dans le diocèse de Besançon au Moyen Âge écrit « Jean de Chalon crée vers 1247 pour sa fille Mahaut le Prieuré de Sauvement de l'ordre de Fontevrault, communauté de moniales et de frères » et le projet du prieuré est mentionné dans des chartes de 1245 par lesquelles Jean de Chalon et sa famille dotent le monastère destiné à Mahaut, consacrée à la Vierge Marie, avec étang, prés, maison, moulin, droits de corvée, rente sur un puits de sel de Salins, dotations que complètent en 1257 la mère de Mahaut, Isabelle de Courtenay, avec des possessions à Salins, Vers-sous-Sellières et à Chapelle-Voland. En 1266, Adélaïde Ire de Bourgogne, belle-fille de Jean de Chalon, dote dans son testament ses deux filles Marguerite et Alix, « nonains de Fontevraud » à Sauvement et en 1276 la troisième femme de Jean de Chalon établit la messe anniversaire de sa mort au Sauvement avec une rente annuelle. En 1345, Jean de Bourgogne dote encore le prieuré qui constitue d'ailleurs la seule institution religieuse rattachée à l'ordre de Fontevraud dans le diocèse de Besançon lequel, à l'époque, couvre la quasi-totalité de ce qui deviendra la Franche-Comté. Il est précisé dans la bulle d'Eugène IV de 1442 (texte tardif qui récapitule l'historique et la situation du prieuré deux siècles après sa fondation) que le Prieuré de Salvamento était établi pour 12 religieuses (Pro duodecim monialibus) et dirigé par une prieure avec un religieux chargé du service divin.
Les chanoinesses régulières d'origine aristocratique suivent la règle de saint Augustin et l'église est dédiée à l'Assomption de la sainte Vierge : lors de cette fête du 15 août se déroulait un pèlerinage où l'on vénérait la statue de la vierge et buvait l'eau miraculeuse de la fontaine Ebron, avec des débordements que signalent les autorités paroissiales au XVIIIe siècle quand ils demandent que soient rasées les ruines de la chapelle, lieu de « superstitions et scandales qu'une fausse dévotion avait introduits ».
Mahaut de Chalon meurt à une date inconnue et on lui élève un tombeau digne de son rang : ce tombeau mutilé se trouve aujourd'hui à l'abbaye Saint-Pierre de Baume-les-Messieurs où il a été transféré en 1767 : il en reste la dalle supérieure décorée du gisant de la fondatrice. Il est classé monument historique depuis 1862.

## La disparition du prieuré
En 1442, l'abbé de Baume, Henri de Salins, demande la suppression du prieuré et l'attribution de ses biens à la puissante abbaye clunisienne de Baume-les-Moines qui possédait un autre prieuré dans le village voisin de Bréry : il argue que les nonnes ne sont plus que trois (Aix de la Faye, Pernette de Beauchemin et Etiennette de Saint-Moris), livrées à elles-mêmes et sans service divin, ce qui nuit à leur réputation et que le cloître est en ruine. Le duc de Bourgogne appuie cette demande et le pape Eugène IV doit trancher. Il ordonne une enquête qui aboutit à une sentence de fermeture du prieuré du Sauvement : les trois religieuses se retireront à Fontevraud ou dans une autre maison de l'ordre et la maison du Sauvement sera supprimée et « ses biens unis à la mense abbatiale de Baume ».
Après contestation, une bulle du pape Nicolas V de l'an 1448 confirme l'extinction du Sauvement mais les procès durent jusqu'en 1462 où la transmission à l'abbaye de Baume devient effective. Le prieuré du Sauvement est dès lors abandonné et des maisons particulières remplacent les bâtiments religieux. La tradition du pèlerinage se perpétue longtemps encore jusqu'à la destruction des ruines de la chapelle au XVIIIe siècle quand un très lointain parent de Mahaut de Chalon fait transférer son tombeau à Baume-les-Messieurs en 1767.